# Рудичев, Иван Афанасьевич
Иван Афанасьевич Рудичев (укр. Іван Опанасович Рудичів, псевдоним — ІвеР; 28 мая 1881 — 28 октября 1958) — украинский общественный и политический деятель, журналист, юрист. Первый директор Библиотеки имени Симона Петлюры в Париже.

## Биография
Родился в местечке Кишенке (сейчас — село Кишеньки; по другим данным — в селе Ивановка; оба села расположены на территории современной Полтавской области Украины) в семье священника. Учился в Полтавской духовной семинарии (с 1897 года), где сблизился с С. Петлюрой, вступил в Полтавскую организацию Революционной украинской партии (1900). В 1902 году за распространение в сёлах Полтавщины политической литературы Рудичев исключён из 5-го класса семинарии, а в октябре 1903 года арестован в Прилуках с большим транспортом нелегальных изданий Революционной украинской партии и заключён в Полтавскую тюрьму. После освобождения (июнь 1904 года) выехал в Екатеринослав (ныне — Днепр), где организовал тайную типографию и журнал «Добра порада» (1906). Впоследствии сотрудничал с полтавским еженедельником «Рідний край». В сентябре 1906 года поступил на юридический факультет Казанского университета, где принимал активное участие в деятельности украинской студенческой общины. После окончания университета с 1912 года работал в канцелярии горного института в Екатеринославе, в городском издательстве, екатеринославском обществе «Просвіта», в редакциях ряда газет. В 1917 году был мобилизован в армию, там проводил активную агитационную работу среди военных, направленную на украинизацию частей русской армии.
С апреля 1918 года, находясь в Киеве, перешёл в распоряжение Высшего Корпусного войскового суда, занимал ряд судебных должностей в Армии Украинской Народной Республики (Киев, Винница, Каменец-Подольский). Позднее Рудичев выехал в Варшаву, а затем (в июне 1921 года) — в Берлин (Германия), где работал корректором в украинском эмигрантском издательстве. В 1922—1923 годах жил в Праге (Чехословакия), откуда переехал в Париж (Франция), где в то время находилось правительство УНР в изгнании.
После трагической гибели Петлюры Рудичев взял самое деятельное участие в создании Библиотеки имени Симона Петлюры в Париже, был её директором на протяжении многих лет (с марта 1927 года по начало 1950-х годов). Благодаря усилиям Рудичева фонды библиотеки быстро росли. На конец 1940 года количество книг, периодических изданий, документов и других источников в библиотеке, состоявшей из трёх частей: собственно библиотеки, музея и архива, составило почти 20 тысяч единиц хранения. Одновременно Рудичев активизировал научно-издательскую деятельность библиотеки. В годы нацистской оккупации Франции Рудичев вместе с библиотекой находился в Германии. После освобождения Парижа от гитлеровских захватчиков Рудичев самоотверженно занимался восстановлением ограбленных оккупантами библиотечных фондов, поисками вывезенных бесценных книжных и архивных материалов.
Беспокоясь о сохранении и чествовании исторической памяти о С. Петлюре, воспроизведении правды о его жизни и деятельности, он помогал В. Иванису в написании монографии «Симон Петлюра — Президент Украины» (Торонто, 1952), принимал активное участие в подготовке к изданию первого тома сборника «Симон Петлюра: Статьи, письма, документы» (Нью-Йорк, 1956), издал собственные воспоминания в сборнике «Симон Петлюра в молодости» (Львов, 1936).
Последние годы жизни Рудичев провёл в украинско-грузинском доме престарелых в городе Абондан (близ Парижа, Франция), где и умер.